# منطقه‌های پاریس
شهر پاریس دارای بیست منطقه (به فرانسوی: arrondissements) است که شامل ۱۰۵ کیلومتر مربع مساحت و ۲٬۲۳۴٬۱۰۵ نفر جمعیت است.

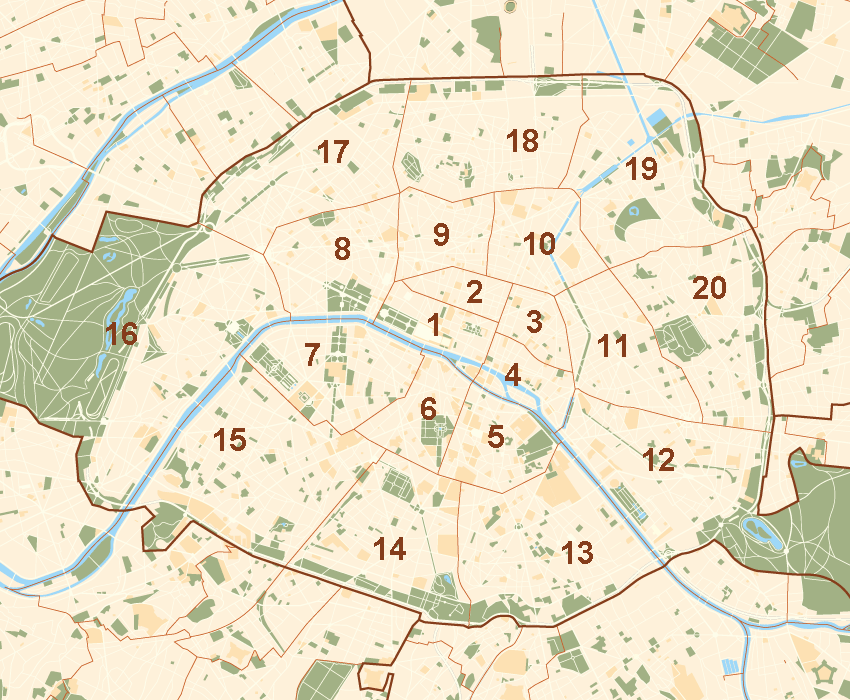
نقشه منطقه‌های پاریس